# Frente Parlamentar Católica Apostólica Romana
A Frente Parlamentar Católica é uma frente parlamentar brasileira fundada em 18 de julho de 2024, durante a 57.ª Legislatura do Congresso Nacional do Brasil, reunindo deputados e senadores de confissão cristã católica.

## História
A instituição da frente católica vem desde 2023, no decorrer da  57.ª Legislatura do Congresso Nacional do Brasil, com propostas de deputados, com destaque para a atuação do deputado federal Eros Biondini que presidiu os trabalhos preparativos e foi seu primeiro presidente.